# Gatačka gaovica
Gatačka gaovica (latinski: Telestes metohiensis) endemska je vrsta šaranke. Nastanjuje potoke i izvore Nevesinjskog, Gatačkog, Cerničkog i Dabarskog polja, a vjerojatno i Lukovačko polje.